# Gymnocalycium albiareolatum
Gymnocalycium albiareolatum är en art i klotkaktussläktet och familjen kaktusväxter som har sitt naturliga utbredningsområde i den argentinska provinsen La Rioja. Den är solitärväxande. Stammen är platt klotformad, har grågrön hud och blir upp till 2 centimeter hög samt 6 till 9 centimeter i diameter.
Enligt IPNI heter denna växtart Gymnocalycium alboareolatum .
Det vetenskapliga namnet albiareolatum kommer från latinets albus som kan användas som albi- eller albo-, och betyder vit. Tillägget areolatum betyder areoler; vita areoler. Arten namngavs av Walter Rausch 1985 som G. alboareolatum, men ändrades av Anthony Huxley 1992 till G. albiareolatum på grund av vissa ICBN-regler.